# Bychaŭ
Bychaŭ (vitryska: Быхаў), även känd som Bychov, är en stad i östra Belarus. Den är belägen i Mahiljoŭs voblast.